# الصليبية (الكويت)
الصليبية منطقة من مناطق محافظة الجهراء في الكويت.

## مناطق الصليبية
تنقسم الصليبية إلى أربعة مناطق:
- «الصليبية السكنية» (أكثرها شهرة)
- «الصليبية الزراعية»
- «الصليبية الصناعية»
- «الصليبية الحرفية»

المنطقة السكنية تتكون هذه المنطقة من 10 قطع والقطعة فيها 5 اجزاء جزء يأتي في شمال القطعة وجزء في غرب القطعة وجزء في شرق القطعة. وتوجد مصانع بها مثل (مصنع سمنت وتراب وصخر ومخازن صناعية) وأيضاً توجد منطقة الصناعية الصليبية هي تبع للمنطقة والصناعية فيها العديد من المحلات التجارية ومحلات لتصليح السيارات ومخازن عمومية ومحطة استقبال جميع سيارات النقل العام التي في دولة الكويت.

## التاريخ
تأسست الصليبية عام 1980 م ويبلغ عدد المنازل فيها نحو 4138 منزل ولا تتعدى مساحة المنزل فيها 200 متر مربع ويبلغ عدد سكانها نحو 38929 نسمة والمنازل تابعة لوزارة الدفاع حيث تمنح للعسكريين.

## الاسم
الصليبية في اللغة من الصلب وقيل ان الصلب من الأرض هو المكان الغليظ، والشيء الصلب أي الشديد والماء الصليب هو الماء الذي تروى عليه الماشية ويصلب عودها منه وكان العرب يسمون الماء دون العذب بماء صليب. وفي عام 1951 م تم حفر عدد من الأبار الأرتوازية حيث اكتشفت المياه فيها. لذا فتعود تسميتها إلى المياه الصليبية كما ان الصليبية كانت معروفة عند العرب، وقد ذكرها الحسن الاصفهاني في كتابه بلاد العرب بان بها حيات خبيثة، ويقال بان العرب كانت ترتادها لتسقي أغنامها منها وأن ماؤها منذ التاريخ إلى اليوم مروق، وقد سحب الماء الصليبي من آبارها الأرتوازية في نهاية الخمسينيات وهو الذي ساعد على اخضرار الكويت لما يستعمل بكثرة في الزراعة والري وهذا الماء الصلب (العسر) حتى الآن يضخ للمنازل بالكويت مرة كل أسبوع وهو غير صالح للشرب انما لغسل البيوت وماشابه.